# Spitzberg (Schweiz)
Der Spitzberg, französisch Mont Sujet genannt, ist ein 1382 m ü. M. hoher Bergrücken im Schweizer Jura.
Die höchste Erhebung liegt auf dem Gebiet der Berner Gemeinde Plateau de Diesse nördlich des Bielersees, rund 7 km westlich der Stadt Biel. Die steilen Flanken des Spitzbergs sind mit dichtem Wald bestanden. Im Kammbereich, der sich über eine Länge von 4 km erstreckt, befinden sich ausgedehnte Jurahochweiden mit mächtigen Fichten, die entweder einzeln oder in Gruppen stehen. Die französische Bezeichnung Sujet ist wahrscheinlich eine deformierte Diminutivform des frankoprovenzalischen suche, was so viel wie «kleiner Gipfel, runder Berg» bedeutet.
In strukturgeologischer Hinsicht bildet der Spitzberg eine Antiklinale des Faltenjuras. Diese Antiklinale ist etwa 8 km lang und maximal 2 km breit und gemäss der allgemeinen Faltenstruktur des Juras in dieser Region in Richtung Südwest-Nordost orientiert. Sie ist der Hauptantiklinale der Chasseralkette südlich vorgelagert. Die anstehenden kompetenten Gesteinsschichten der oberen Jurazeit (Malm) sind nur an wenigen Orten aufgeschlossen. Begrenzt wird der Spitzberg im Süden durch das Hochplateau des Tessenbergs, im Osten durch die Mulde von Orvin und im Norden durch die Synklinale von Les Prés-d’Orvin respektive Prés Vaillons, die eine Talfurche zwischen dem Spitzberg und dem Kamm der Chasseralkette bildet.
Der einsame Höhenrücken eignet sich für Wanderungen. Von Les Prés-d’Orvin nach Lamboing führt ein Skulpturenweg. Am Nordosthang des Berges bei Les Prés-d’Orvin kann im Winter Alpin-Skisport betrieben werden; es gibt hier zwei Skilifte. Auf dem Berg war die Errichtung einer Windkraftanlage geplant, das Projekt wird vorläufig aber nicht weiter verfolgt.

## Meteorit
2016 wurde auf dem Spitzberg ein gut 66 Gramm schwerer Steinmeteorit des Typs H5 gefunden. Er wurde bei der systematischen Suche nach Fragmenten des Twannberg-Meteoriten zufällig entdeckt. Der neue Fund erhielt den offiziellen Namen Mont Sujet.